# Anisozyga delectabilis
Anisozyga delectabilis là một loài bướm đêm trong họ Geometridae.